# نور الدين باشا
نور الدين إبراهيم باشا (بالتركية: Sakallı Nurettin Paşa)، ولد في مدينة بورصة سنة 1873 والمعروف باسم نور الدين كونيار بعد قانون الألقاب، وهو ضابط في الجيش العثماني خدم خلال الحرب العالمية الأولى وكذلك خدم في الجيش التركي على حدود الجبهة الشرقية خلال حرب الاستقلال التركية. ولتمييزه عن الأسماء المتشابهة قبل قانون الألقاب، كان يدعى بالضابط الملتحي لأنه الوحيد الذي كان ملتحيا في صفوف ضباط جيش التحرير التركي خلال حرب الاستقلال. وهو معروف بأنه واحد من أهم قادة الحرب.
شارك كقائد رئيسي في المعركة الشهيرة حصار الكوت، ويعد من أنصار مصطفى كمال أتاتورك، حيث دافع عنهُ هذا الأخير عند محاولة محاكمته من قبل الجمعية الوطنية الكبرى عدة مرات.
عرف عنه كرهه لليونانيين بعد أن حرقوا كل المناطق التي انسحبوا منها خلال حرب الاستقلال التركية ورفضه أي شكل من أشكال التفاوض معهم.

## حرب العراق
بحلول أبريل 1914، تولى قيادة الفرقة الرابعة، بسبب وفاة قائد قيادة منطقة العراق سليمان عسكري بك في 14 أبريل 1915 عين نور الدين بك في قيادة منطقة العراق في 20 أبريل. وصل في يونيو لتولي قيادة الجيش المدمر في العراق وعين أيضا واليا على البصرة وولاية بغداد في نفس الوقت.
في نوفمبر 1915، أوقف نور الدين بك فرقة المشاة السادسة بونا بقيادة اللواء تشارلز فيري فيريرز تاونشيند التابعة للجيش الهندي البريطاني في معركة قطيسفون، ثم تابع ملاحقة خصومه المتراجعين إلى مدينة الكوت. فشلت عدة هجمات في الاستيلاء على المدينة، واستقر على الحصار الذي انتهى باستسلام بريطاني. وصل الجنرال الألماني فيلدمارشال كولمار فرايهر فون در غولتس إلى بغداد في 21 ديسمبر 1915، غير اسم القيادة باسم الجيش العراقي فتش مواقعه ثم غادر في وقت لاحق لبدء غزو لبلاد فارس. في 20 يناير 1916، استبدل وزير الحرب العثماني أنور باشا نور الدين بك بالعقيد خليل بك، وعين نور الدين بك قائدا للفيلق التاسع والقائد المؤقت للجيش الثالث.
في أكتوبر 1916، عين قائداً لقيادة منطقة موغلا ومدينة أنطاليا (موغلا في أنطاليا هافاليزي كوموتانليجي) وأمر بتأسيس افيلق الحادي والعشرين (أصبح قائد هذه الفيلق) ومقره في أيدين وواليا لولاية أيدين في 25 أكتوبر 1918. ورقي إلى رتبة أمير لواء في عام 1918.

## حرب الاستقلال
انتقل في يونيو 1920 إلى الأناضول للمشاركة في الحركة الوطنية، أسندت إليه قيادة وتشكيل الجيش المركزي ومقره في أماسيا، حيث نجح في جمع قوة قتالية مؤلفة من حوالي 10,000 رجل في 9 ديسمبر 1920.
بسبب تصريحات بابا الارثودكس اليونانيين العدائية، قرر طرد المبشرين الأمريكيين ووضع بعض المسيحيين المحليين في المعتقل، كمت قدمهم للمحاكمة بسبب الخيانة.
قاد نور الدين باشا بتاريخ 6 مارس 1921 قوة من حوالي 3000 من الفرسان والجنود غير النظاميين بما في ذلك مليشيات تحت قيادة عثمان توبال ضد المتمردين العلويين في منطقة سيواس. تم سحق المتمردين بحلول 17 يونيو 1921.
ووفقا لبعض المصادر، قال نور الدين باشا قبل الانطلاق لسحق التمرد (بالنسبة لبعض المصادر، هذه الكلمات قالها عثمان توبال):
في السلطنة، تم إبادة الناس الذين يتحدثون «زو» (الأرمن)، أما أنا فذاهب لتنظيف الناس الذين يتكلمون «لو» (الاكراد) من جذورهم.
أدت شدة القمع إلى مناقشات حادة في الجمعية الوطنية الكبرى. وقررت الجمعية إرسال نور الدين باشا إلى لجنة تحقيق وتقديمه للمحاكمة. أعفي نور الدين باشا بتاريخ 3 نوفمبر 1921 واستدعي لأنقرة. لكن مصطفى كمال أتاتورك منع محاكمته.
وفي 9 يونيو 1921، قصفت المدمرة اليونانية «بانثير» و «كيلكيس» مدينة اني بولو. حيث نصح نور الدين باشا حكومة أنقرة أنه نظرا لخطر الهبوط العسكري اليوناني في سامسون، ينبغي ترحيل جميع الذكور اليونانيين الذين تتراوح أعمارهم بين 16 و 50 عاما إلى أماسيا لكي لا يكونوا عملاء مفترضين ان نجح الانزال اليوناني.
قبلت حكومة أنقرة في 16 يونيو 1921 الطلب، وقام الجيش المركزي بترحيل ما يقرب من 21,000 شخص، وأصدرت محكمة سامسون 485 حكما بالإعدام.
المجازر التي ارتكبها الجيش المركزي كانت وحشية جدا، مما حدى نائبا في الجمعية الوطنية ان يطلب بإعدام نور الدين باشا.
و في نهاية المطاف، أعفته الجمعية الوطنية من القيادة المركزية للجيش وملاحقته، لكن مصطفى كمال أتاتورك ألغى القرار برمته بعد أن قصفت السفينة الحربية اليونانية جورجيوس أفيروف مدينة سامسون في 7 يونيو 1922، تم إبعاد اليونانيين بشكل كامل من مناطق غرب وجنوب الأناضول بأمر من حكومة أنقرة.
شارك في معركة دوملوبونار الحاسمة تحت قيادة مصطفى كمال لتنهي الوجود اليوناني في كل اسيا الصغرى.

## العصر الجمهوري
- يونيو 1923 حل الجيش الأول بقرار من حكومة الجمعية الوطنية الكبرى، حيث ذهب في إجازة بدون مهمة.
- مارس 1924، عين عضوا في المجلس العسكري الأعلى.
- غست 1925 تقاعد نور الدين باشا من الجيش بشروطه الخاصة.

في ديسمبر 1924، عقدت انتخابات فرعية للجمعية الوطنية الكبرى في مدينة بورصة، ترشح نور الدين باشا كمستقل حيث هزم مرشح حزب الشعب الجمهوري.
بعدها تقدم باستقالته من عضويته كنائب لمدينة بورصة في الجمعية الوطنية الكبرى، بعد فترة قصيرة من فوزه. غير أنه في 17 يناير 1925، رفضت الجمعية الوطنية الكبرى الاستقالة على أساس سجله العسكري. تمت إعادة انتخابه عضوا في الجمعية الوطنية في مناسبة لاحقة.
في نوفمبر 1925، قال نور الدين باشا أن مشروع قانون القبعة انتهاك للدستور. ورد عليه نائبان آخران أن هذا الرأي يعد عدوانا صريحا للإرادة الشعبية. كما أعلن وزير العدل محمود عساد في حينها أن منح الحرية ليس لعبة في أيدي الرجعيين...ولا يمكن أن تكون الأمور المتعلقة بمصالح الجمهورية مخالفة للدستور.

## وفاته
توفى نور الدين باشا في مدينة إسطنبول في يوم 18 فبراير 1932.